# Liste der Monuments historiques in Cuisy (Meuse)
Die Liste der Monuments historiques in Cuisy führt die Monuments historiques in der französischen Gemeinde Cuisy auf.

## Liste der Objekte
| Bezeichnung | Beschreibung                       | Standort                      | Kennzeichnung | Schutzstatus | Datum | Bild |
| ----------- | ---------------------------------- | ----------------------------- | ------------- | ------------ | ----- | ---- |
| Antependium | Stein, Anfang des 19. Jahrhunderts | in der Kirche St-Denis (Lage) | PM55002761    | Inscrit      | 1984  |      |